# Puy-Saint-Vincent
Puy-Saint-Vincent är en kommun i departementet Hautes-Alpes i regionen Provence-Alpes-Côte d'Azur i sydöstra Frankrike. Kommunen ligger  i kantonen L'Argentière-la-Bessée som ligger i arrondissementet Briançon. År 2022 hade Puy-Saint-Vincent 270 invånare.

## Befolkningsutveckling
Antalet invånare i kommunen Puy-Saint-Vincent
Referens:INSEE

## Galleri

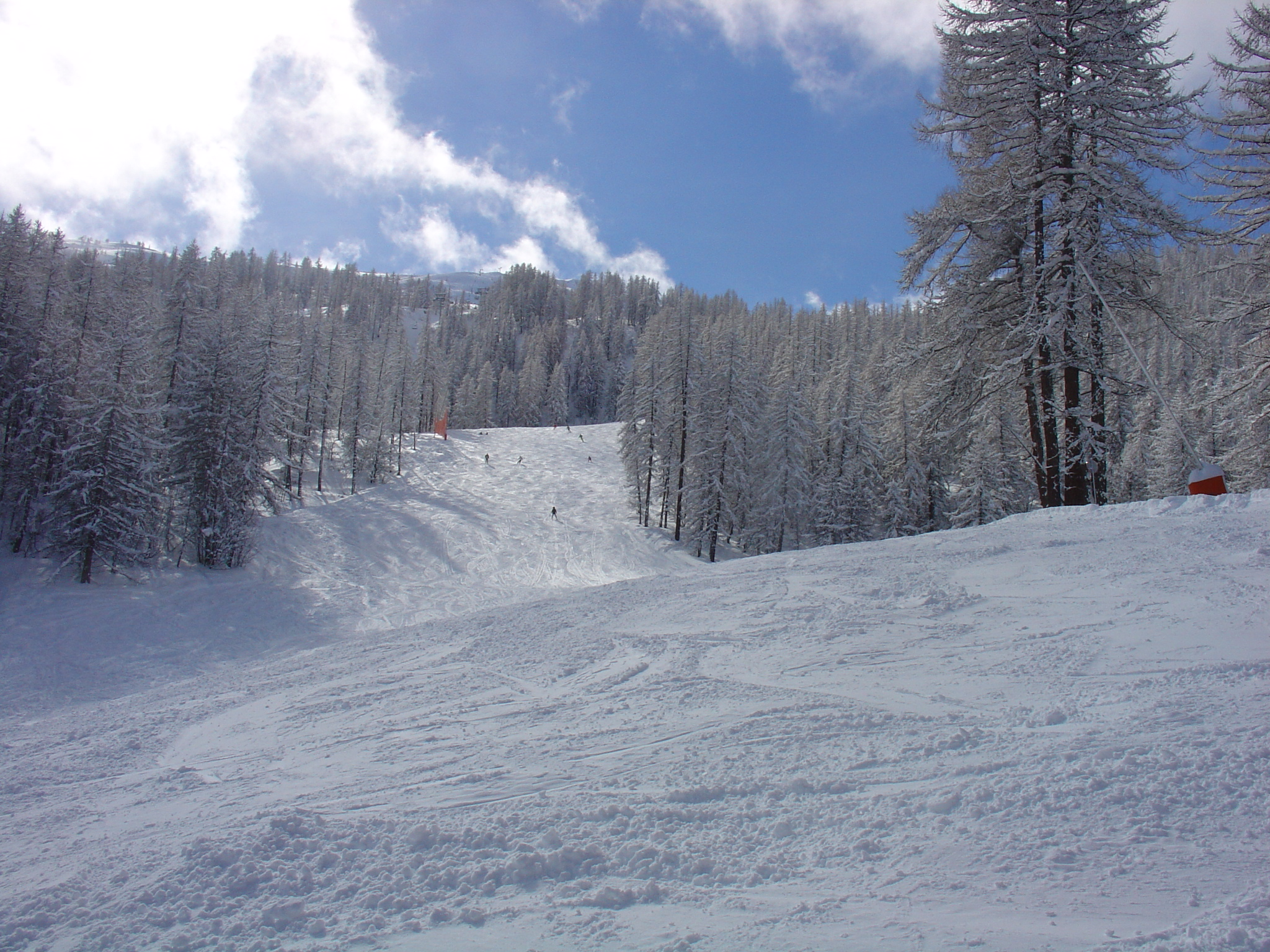
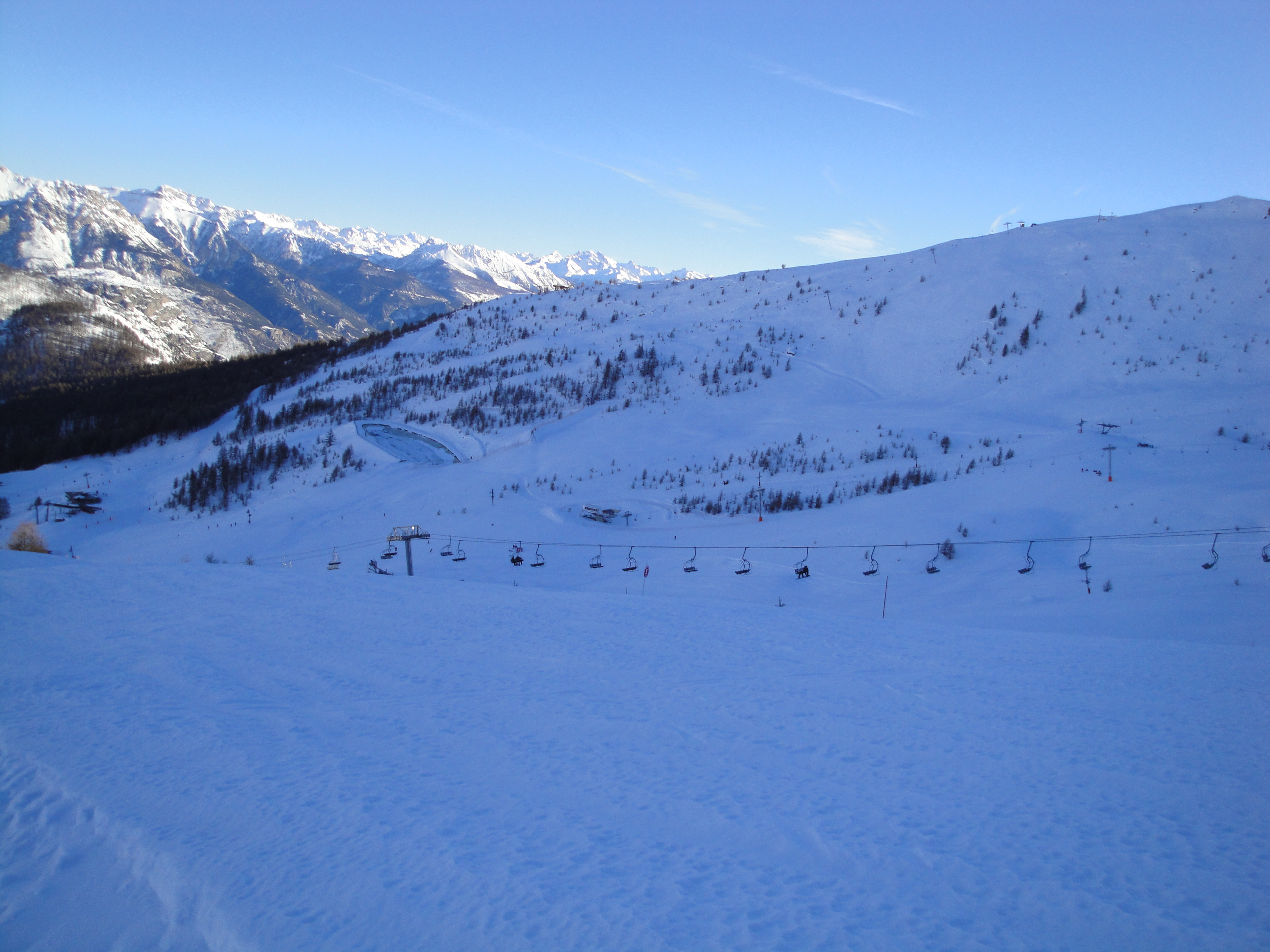
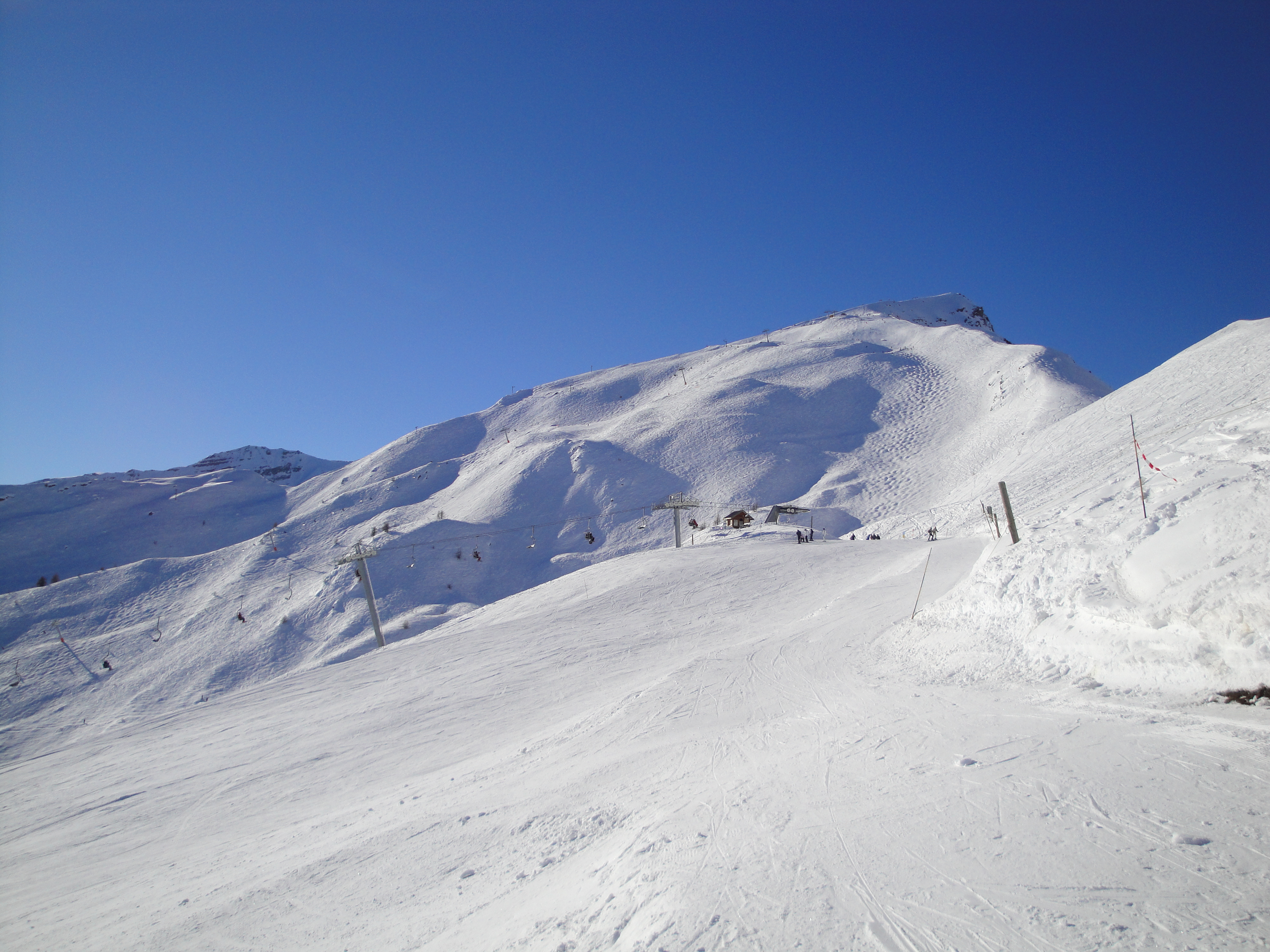
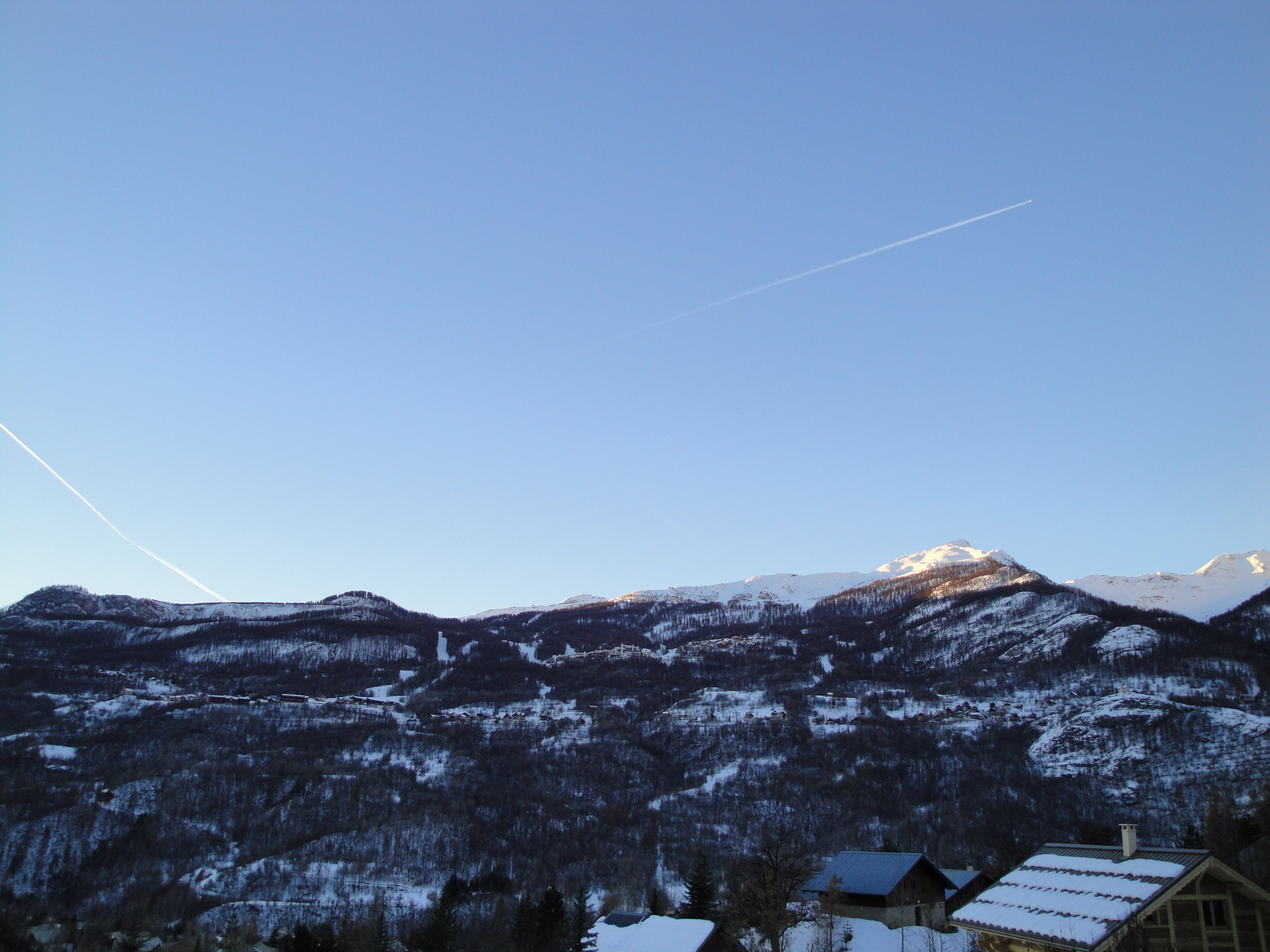